# هاينريش بول

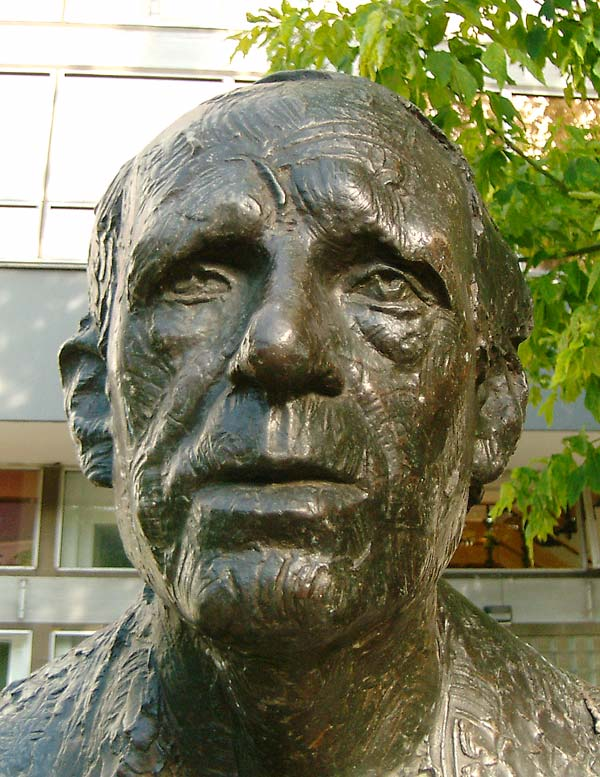
نصب تذكاري لهاينريش بول

هاينريش بول (بالألمانية: Heinrich Böll) ولد في كولونيا في 21 ديسمبر 1917 - ومات في لانجنبرويْش في 16 يوليو 1985) هو أديب ألماني، حصل على جائزة نوبل للآداب في سنة 1972.

## حياته
ولد هاينريش بول في مدينة كولونيا في 21 ديسمبر 1917، وهو سادس أبناء النجار فيكتور بول من زواجه الثاني من ماريا هيرمان، ونشأ وسط عائلة برجوازية كاثوليكية.
التحق هاينريش من بين 1924 و 1928 بالمدرسة الابتدائية الكاثوليكية، ثم التحق بمدرسة القيصر فيلهلم الثانوية الحكومية. وبعد أن حصل على الشهادة الثانوية في سنة 1937, بدأ بدراسة علم المكتبات في ليمبيرتس في بون، غير أنه تركها بعد أحد عشر شهرا. وقد بدأ هاينريش في كتابة محاولات أدبية في تلك الفترة.
وفي سنة 1938 عمل لمدة عام في وظيفة حكومية. ثم بدأ في سنة 1939 في دراسة علوم اللغة الألمانية وكذلك الفيلولوجيا الكلاسيكية في جامعة كولونيا. وكتب في تلك الفترة روايته الأولى «على حدود الكنيسة»(بالألمانية: Am Rande der Kirche). واستدعي في نهاية صيف 1939 لأداء الخدمة العسكرية في الجيش الألماني، وكانت الحرب قد بدأت. فظل في الحرب حتى أبريل 1945 حيث وقع في أسر القوات الأمريكية، وأطلق سراحه في سبتمبر.
تزوج هاينريش بول خلال إحدى إجازاته من الجيش في سنة 1942, أنا ماريا تشيخ (التي صار لقبها بعد الزواج أناماريا بول), التي كان قد تعرف عليها منذ مدة طويلة. وقد مات طفلهما الأول كريستوفر في سنة 1945 ولما يكمل عامه الأول. ثم أنجبا ثلاثة أولاد هم ريمون, ورينيه, وفينسنت.

## البدايات الأدبية
أثناء الحرب كان هاينريش بول يكتب الرسائل، وبعد أن انتهت الحرب استأنف الكتابة الروائية والقصصية. كما عمل في مهن مختلفة ليكسب قوته. ثم التحق بالجامعة ليستكمل دراسته، وكانت زوجته تعول الأسرة من خلال دخلها الثابت من عملها في التدريس.
في سنة 1946 ظهرت روايته الأولى بعد الحرب وهي «صليب بلا حب» (بالألمانية: Kreuz ohne Liebe) وكان بول قد كتبها ليشترك بها في مسابقة أدبية. ثم بدأ في سنة 1947 في نشر قصصه القصيرة في المجلات، والتي يمكن أن ندرجها ضمن «أدب ما بعد الحرب» و«أدب الأنقاض». ومثلت تجارب الحرب والحياة الاجتماعية المضطربة بعد الحرب الموضوعات الأساسة في هذه الأعمال. وقد جمعت هذه القصص ونشرت في مجموعة قصصية بعنوان «أيها الجوال، هل تأتي إلى إسبـ.....» (بالألمانية: ?Wanderer, Kommst du nach Spa) والتي أسست لشهرة بول بصفته كاتبا قصصيا، (وكلمة إسبـ... اختصار لكلمة إسبرطة، وهذا العنوان مقتبس من قصيدة مشهورة للشاعر الإغريقي سيمونيدس في القرن السادس ق.م. وتسجل هذه القصيدة معركة الثيرموبولاي أو مضيق الجبل، التي قادها الملك ليونيداس ضد الفرس مع ثلاثمائة من جنود الإغريق، سقطوا جميعا في هذه الحرب. وكلمات هذه القصيدة تقول: «أيها العابر...إن جئت يوما إلى إسبرطة...فقل لأهلنا هناك...أننا نرقد هنا وفاء لعهدنا»).
وقد نشر بول أيضا القصص الأخرى التي كتبها في السنوات الأولى بعد الحرب، وضمها في مجموعة قصصية بعنوان «الجُرح» (بالألمانية: Die Verwundung) في سنة 1983.

## شخصيته العامة واتجاهه الفكري
كان هاينريش بول ذا نزعة سياسية يسارية، إلا أنه لم ينضم إلى حزب معين. وقد ترأس في سنة 1970 نادي القلم PEN-Club الألماني الأدبي حتى سنة 1972، وترأس في نفس الفترة في سنة 1971 نادي القلم الدولي حتى سنة 1974.
وفي سنة 1972 حصل هاينريش بول على جائزة نوبل للآداب. وتعد رواية «شرف كاترينا بلوم الضائع» (بالألمانية: Die Verlorene Ehre der Katharina Blum) من أشهر رواياته على الإطلاق، وقد ترجمت إلى أكثر من 30 لغة، وحولت إلى فيلم سينمائي، وبيع منها في ألمانيا وحدها حوالي 6 ملايين نسخة.
وفي السنوات التالية بدأ اهتمامه يزداد بالمشاكل السياسية في ألمانيا، وبعض البلدان الأخرى مثل بولندا والاتحاد السوفييتي، والتي كان بول يعارض وينقد سياساتها. وكان المعارضان السوفييتيان ألكسندر سولجينيتسين وليف كوبيليف ضيوفا متكررين على بول في بيته. واهتم كذلك ببعض الصراعات في أمريكا الجنوبية، وكان يلتقي أحيانا بعض السياسيين هناك. وقد أصيب بمرض تصلب الشرايين في ساقه اليسرى حين كان في زيارة إلى الإكوادور، واقتضى الأمر أن يخضع هناك لعمليات جراحية هناك وكذلك بعد عودته إلى ألمانيا.
وكان بول ينتقد الكنيسة الكاثوليكية وأساليبها وهيكلها، حتى أنه أعلن خروجه منها في سنة 1976، دون أن يعني ذلك خروجه من الإيمان المسيحي. وكان بول أيضا يدعم «حركة السلام» وهي مجموعة من الناشطين ومحبي السلام، تعارض توجه التسلح الذي اتبعه حلف الناتو، وشارك في عام 1982 في مظاهرةاعتصم فيها المتظاهرون أمام قاعدة إطلاق الصواريخ في موتلانجن.
وكان آخر أعماله الأدبية رواية «نساء أمام طبيعة نهرية»، التي كتبها في بون وصدرت في سنة 1985، والتي تعتبر تمجيدا لتاريخ بون، عاصمة ألمانيا الغربية الاتحادية بين سنتي 1949 حتى سنة 1989.

## المرض والوفاة

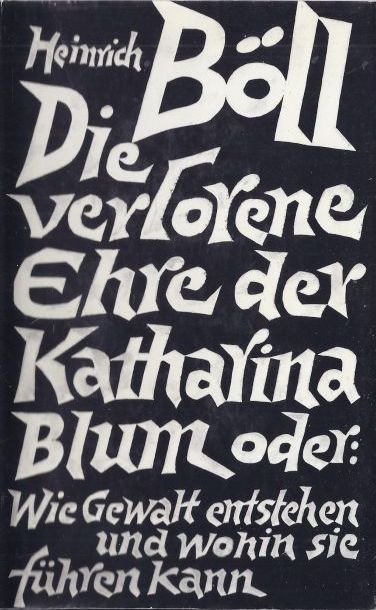
غلاف كتاب "شرف كاتارينا بلوم الضائع"

في بداية شهر يوليو 1985 نقل هاينريش بول إلى المستشفى لإجراء عملية جراحية أخرى في ساقه. بعد هذه العملية عاد بول في يوم 15 يوليو إلى لانجنبرويش. وتوفي في صباح السادس عشر من يوليو. أجريت مراسم دفنه وجنازته بعد ثلاثة أيام في بلدة ميرتن القريبة من كولونيا وذلك تبعاً للمراسم الكاثوليكية. وقد حضر جنازته الآلاف من الألمان، سواء من الأدباء والسياسيين وغيرهم من عامة الشعب. كما حضر الحفل التأبيني ريتشارد فون فايتسكر الرئيس الاتحادي لألمانيا الغربية.

## مقتبسات من كلماته
- «لقد عرفت أن الحرب لن تنتهي أبداً، طالما ظل ينزف في مكان ما، جرح سببته الحرب».
- «قوة الكلمات قد تكون أحياناً أعنف من قوة الصفعات والمسدسات».

## جوائز حصل عليها
- 1951: جائزة «مجموعة 47» الأدبية عن روايته «الخراف السوداء».
- 1958: جائزة إدوارد فون دير هايت الثقافية من مدينة فوبرتال.
- 1967: جائزة جيورج بوشنر - عن مجموع أعماله الأدبية.
- 1972: جائزة نوبل للآداب.
- 1974: ميدالية كارل فون أوسيتسكي.
- «المواطن الفخري» في مدينة كولونيا.
- لقب بروفيسور من ولاية نوردراين فيستفالن.

## تكريم بعد وفاته
- تمنح مدينة كولونيا كل عامين جائزة هاينريش بول الأدبية للأدباء تقديرا لأعمال معينة أو لمجمل أعمالهم، وتقدر قيمتها ب 20 ألف يورو.
- أطلق اسمه على مؤسسة حزب الخضر الألماني المعنية بشؤون بحوث المناخ والسياسة الأوروبية وحقوق الأقليات «مؤسسة هاينريش بول».
- 2010: أعلن هاينريش بول في ذكرى وفاته ال25 مواطن شرف لمدينة بورنهايم التي عاش فيها أعوامه الأخيرة.[3]
- 2015: جائزة العرفان من مركز سوليدارنوسك الأوروبي، لدعمه لحركة سوليدارنوسك العمالية في بولندا.[4]
- 2017: أصدر البريد الألماني طابع بريد من فئة 0.70€ في مئوية ميلاد هاينريش بول.[5]

## أعماله  المترجمة للعربية
ترجمت له قصص قصيرة إلى العربية في الستينيات وتزايد الاهتمام بأعماله بعد حصوله على جائزة نوبل عام 1972، فترجمت الروايات التالية
- ولم يقل كلمة (1953)  Und sagte kein einziges Wort ترجمة ياسين طه حافظ، دار المدى، لبنان، 1998
- وصل القطار في موعده:  1949 ترجمة أحمد عمر شاهين، دار الهلال، مصر، 2000
- شرف كاترينا بلوم الضائع (رواية) ترجمتان/ واحدة لنوال حنبلي (سورية) وأخرى لشحاتة ياسين، دار الهلال، مصر، 2001
- نساء أمام طبيعة نهرية 1985: ترجمة صلاح حاتم، دار المدى، مكتبة نوبل، لبنان، 2003
- صورة جماعية مع سيدة (رواية) Gruppenbild mit Dame (1971)  ترجمة صلاح حاتم، دار المدى، لبنان، مكتبة نوبل، 2004
- وكان مساء..: ترجمة سمير جريس، دار المدى، لبنان، مكتبة نوبل، 2015
- نهاية مأمورية: ترجمة علاء الدين ندا، دار المدى، مكتبة نوبل، لبنان، 2017
- الملاك الصامت: ترجمة طلعت الشايب، دار دال، سورية، ISBN 24368261

## أعمال أخرى
- أين كنت يا آدم؟ Wo warst du, Adam? (رواية 1951)
- بيت بلا حراس Haus ohne Hüter (رواية 1954)
- مذكرات آيرلندية irisches Tagebuch (أدب رحلات 1957)
- الصمت المتراكم للدكتور موركيس Doktor Murkes gesammeltes Schweigen (قصة قصيرة 1958)
- بلياردو في الساعة التاسعة والنصف  Billard um halb zehn (رواية 1959)
- تأملات مهرجAnsichten eines Clowns (رواية 1963)
- عندما اندلعت الحرب Als der Krieg ausbrach (قصة 1965)

- الرسالة 1947
- على الجسر 1949
- أيها الجوال هل تأتي إلى إسبـ... 1950 (مجموعة قصصية)
- ليس فقط في أعياد الميلاد 1951
- عمي فريد 1951
- الضاحك 1952
- مصير فنجان بلا مقبض 1952
- تيودورا التي لا تموت 1953
- اعترافات صائد كلاب 1953
- ذكريات ملك شاب 1953
- هنا تيبتن 1953 Hier ist Tibten
- ضيوف لا تحصى 1954
- لقد حدث شيء 1954
- خبز السنوات الأولى 1955
- الصمت المتراكم للدكتور موركيس 1955
- مذكرات آيرلندية 1957
- صحيفة العاصمة 1957
- المستهزئ 1957
- محطة قطارات تسيمبرين 1958
- بلياردو في الساعة الثانية عشرة
- نهاية رحلة خدمية 1966
- حين نشبت الحرب 1966
- الجرح 1983

## كتب نشرت بعد وفاته
- صمت الملاك 1992
- الكلب الشاحب 1995
- صليب بلا حب 2002
- على حدود الكنيسة 2004
- قرية القتلة 2007

## روابط خارجية
- هاينريش بول على موقع IMDb (الإنجليزية)
- هاينريش بول على موقع الموسوعة البريطانية (الإنجليزية)
- هاينريش بول على موقع مونزينجر (الألمانية)
- هاينريش بول على موقع ألو سيني (الفرنسية)
- هاينريش بول على موقع ميوزك برينز (الإنجليزية)
- هاينريش بول على موقع أول موفي (الإنجليزية)
- هاينريش بول على موقع قاعدة بيانات الأفلام السويدية (السويدية)
- هاينريش بول على موقع إن إن دي بي (الإنجليزية)
- هاينريش بول على موقع ديسكوغز (الإنجليزية)
- هاينريش بول على موقع قاعدة بيانات الفيلم (الإنجليزية)